# Muły (Płoskinia)
Muły (deutsch Groß Maulen) war ein Ort in der polnischen Woiwodschaft Ermland-Masuren. Seine Ortsstelle befindet sich im Gebiet der Gmina Płoskinia (Landgemeinde Plaßwich) im Powiat Braniewski (Kreis Brausnberg).
Die Ortsstelle von Muły liegt am Flüsschen Mühlbach (polnisch Młynówka) im Nordwesten der Woiwodschaft Ermland-Masuren, elf Kilometer südöstlich der Kreisstadt Braniewo (Braunsberg).
Der vor 1874 auch Maulenhöfen und auch Maulhöfen genannte Ort bestand in seinem Kern aus einem großen Hof. Bei der Errichtung des Amtsbezirks Schalmey (polnisch Szalmia) 1874 im ostpreußischen Kreis Braunsberg wurde die Landgemeinde Groß Maulen eingegliedert. Im Jahre 1910 zählte Groß Maulen 48 Einwohner.
Am 17. Oktober 1928 verlor Groß Maulen seine Eigenständigkeit, als es mit den Nachbarorten Knobloch (polnisch Czosnowo) und Lunau (Łunowo) nach Schalmey (Szalmia)  eingemeindet wurde.
Im Zuge der Abtretung des gesamten südlichen Ostpreußen an Polen in Kriegsfolge im Jahre 1945 erhielt Groß Maulen die polnische Namensform „Muły“. Der Ort wurde jedoch nicht mehr regulär genannt und gilt heute als untergegangen. Seine Ortsstelle gehört heute zur Gmina Płoskinia im Powiat Braniewski, von 1975 bis 1998 der Woiwodschaft Elbląg, seither der Woiwodschaft Ermland-Masuren zugehörig.
Groß Maulen gehörte vor 1945 zur römisch-katholischen Pfarrei in Schalmey im damaligen Bistum Ermland, außerdem zur evangelischen Kirche Braunsberg in der Kirchenprovinz Ostpreußen der Kirche der Altpreußischen Union.
Die nicht mehr erkennbare Ortsstelle von Muły resp. Groß Maulen ist über eine unwegsame Landwegverbindung von Szalmia aus zu erreichen.